# So Done
"So Done" é uma canção da cantora e compositora americana Alicia Keys com a participação do cantor Khalid. Foi lançada em 14 de agosto de 2020 como sexto single do sétimo álbum de estúdio de Keys, Alicia (2020).
Em um comunicado a imprensa declarou:
| “ | Estou muito animada para compartilhar "So Done" com o mundo. Chamamos isso de transe, a energia é inevitável! Colaborar com Khalid nisso foi muito especial. | ” |

## Composição
Escrita por Keys, Ludwig Göransson, Khalid e produzida por Göransson, 

"So Done" é sobre como acabar com a mudança para o bem dos outros e deixar de lado as ideias de qualquer outra pessoa sobre como sua vida deveria ser.
Em seu canal oficial no Youtube, ela falou como a canção foi criada: 

“Eu amo muito essa música porque todo mundo pode se identificar com isso, com estar farto. Eu lembro que entramos nessa conversa sobre expectativas que talvez nós colocamos em nós mesmos, ou que as pessoas tenham para nós, ou qualquer que seja o caso em que você às vezes se encontra preso. Nós dois, estranhamente, nos encontrávamos nessa mesma posição. As pessoas colocam expectativas em cima de você, elas querem que você seja quem elas querem que você seja, se mantendo a essa imagem de que você precisa ser perfeito e em certo ponto, só você pode ser quem realmente é, e a coisa mais importante é descobrir quem essa pessoa é".

### Parceria com Khalid
Já em entrevista a Billboard, Keys disse que "já estava em sua mente" fazer uma música com Khalid, a quem ela descreveu como "alguém que está em seu próprio poder, em sua própria zona como escritor, produtor e criador". 
"Minha parte favorita sobre ele é que ele não tem medo de ser vulnerável, e falar sobre aquelas partes que talvez nem sejam mencionadas tanto quanto um jovem, como um ser humano e como uma pessoa. Então, eu sempre apreciei isso nele e o parabenizei por isso. Então eu sabia que se fizéssemos algo juntos, definitivamente seria uma zona e teria uma vibe".

## Videoclipe
Alicia e Khalid cantam em um típico baile de formatura norte-americano. A história mostra uma jovem (Sasha Lane) que se sente deslocada no ambiente em que todos não largam os celulares. De repente, um grupo de motoqueiros selvagens invade a festa, acabando com a falta de foco do público e maravilhando a protagonista, que acaba vestindo jaqueta de couro para subir na garupa de um moto e sumir estrada afora. A direção é de Andy Hines.

## Recepção da Crítica
Jason Lipshutz da Billboard disse que "é a música que une duas eras do R&B, com estalos de dedos e nebulosos dedilhados de violão, que transmitem força após exasperação e soa revigorado ao utilizar uma abordagem tão sutil e que pode não ser assunto para o rádio, mas é um importante encontro de mentes". Marcel Plasse do portal Terra disse que "expõe uma faceta musical diferente da cantora. Pianista notável, ela preferiu um arranjo com guitarras limpas e melódicas e acompanhamento de banda tradicional, que torna a canção mais delicada e menos característica do R&B sintetizado atual".  Cori Murray da Essence elogiou o videoclipe, dizendo ser "a vibe do fim de verão que precisávamos".

## Performances ao Vivo
So Done foi a apresentada pela primeira vez no festival iHeartRadio Music Festival em  18 de Setembro, onde foi uma das atrações. Também foi performada no programa “The Late Show With James Corden” em 22 de Setembro, em uma performance drive-in, a apresentação contou com a presença do cantor Khalid.

## Faixas e formatos
| Download Digital |                                    |         |  |
| N.º              | Título                             | Duração |  |
| 1.               | "So Done" (participação de Khalid) | 3:55    |  |

## Desempenho nas tabelas musicais
"So Done" foi enviada as rádios Urban Adulto Contemporâneo (Urban AC) em 25 de Agosto de 2020  e após 28 semanas alcançou o topo da parada Adult R&B Airplay, totalizando sua 12ª música em #1. 

### Posições
| Tabela musical (2020)                                        | Melhor posição |
| ------------------------------------------------------------ | -------------- |
| Estados Unidos (Adult R&B Airplay) (Billboard)               | 1              |
| Estados Unidos (Hot R&B Songs) (Billboard)                   | 9              |
| Estados Unidos (R&B Digital Songs Sales) (Billboard)         | 6              |
| Estados Unidos (R&B/Hip-Hop Airplay) (Billboard)             | 20             |
| Estados Unidos (R&B/Hip-Hop Digital Songs Sales) (Billboard) | 15             |
| Nova Zelândia (Hot Singles) (RMNZ)                           | 10             |

### Certificações
| País   | Provedor | Vendas | Certificação |
| ------ | -------- | ------ | ------------ |
| Brasil | PMB      | 20.000 | Ouro         |

### Histórico de lançamento
| País           | Data                 | Formato          | Gravadora       |
| -------------- | -------------------- | ---------------- | --------------- |
| Mundo          | 14 de Agosto de 2020 | Download digital | Sony Music, RCA |
| Mundo          | 14 de Agosto de 2020 | Streaming        | Sony Music, RCA |
| Estados Unidos | 25 de Agosto de 2020 | Radio Urban AC   | Sony Music, RCA |